# Anna Manel·la Llinàs

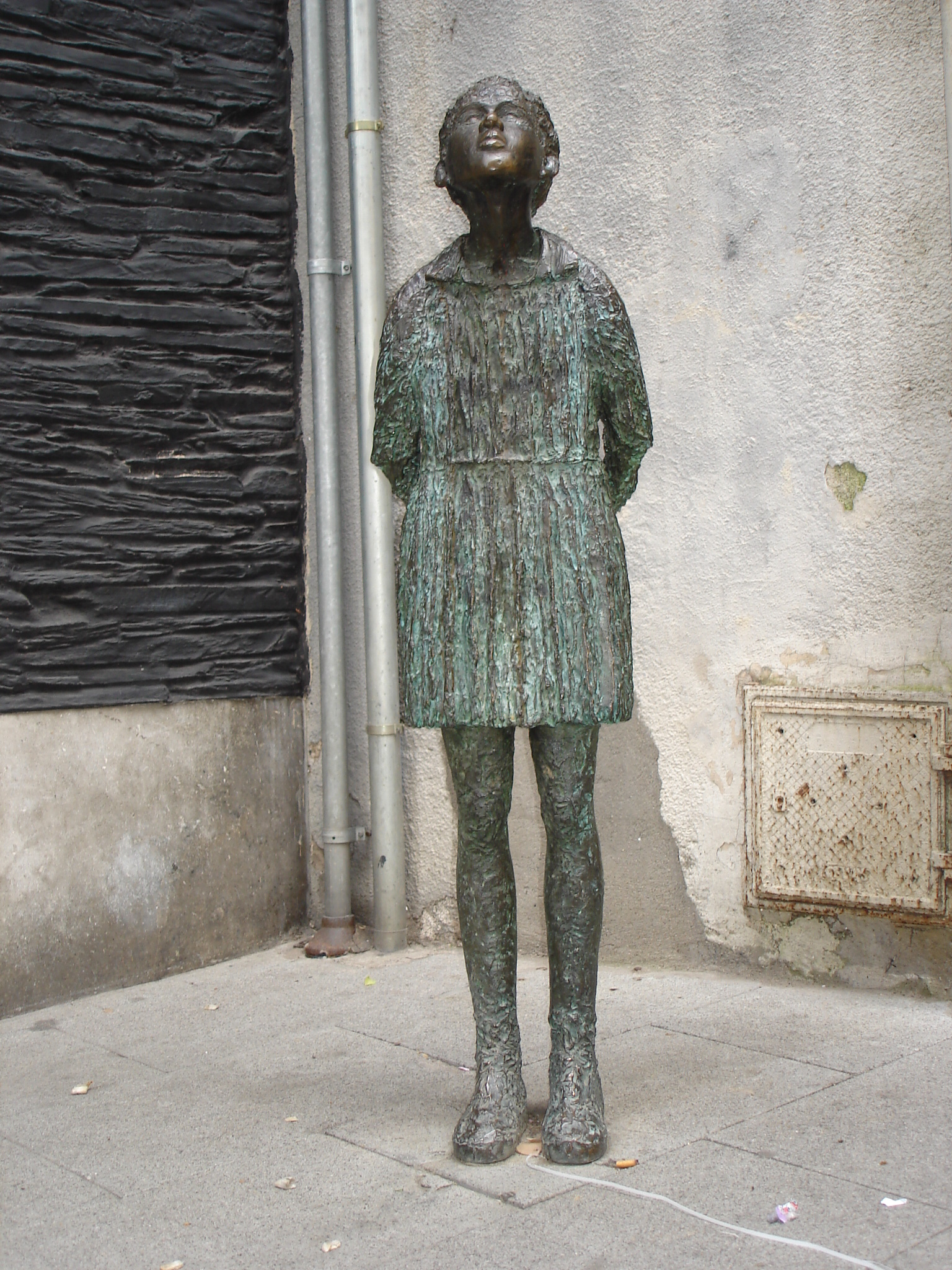
(1993): Figura "Sense Lluna", carrer de Sant Tomàs, Olot

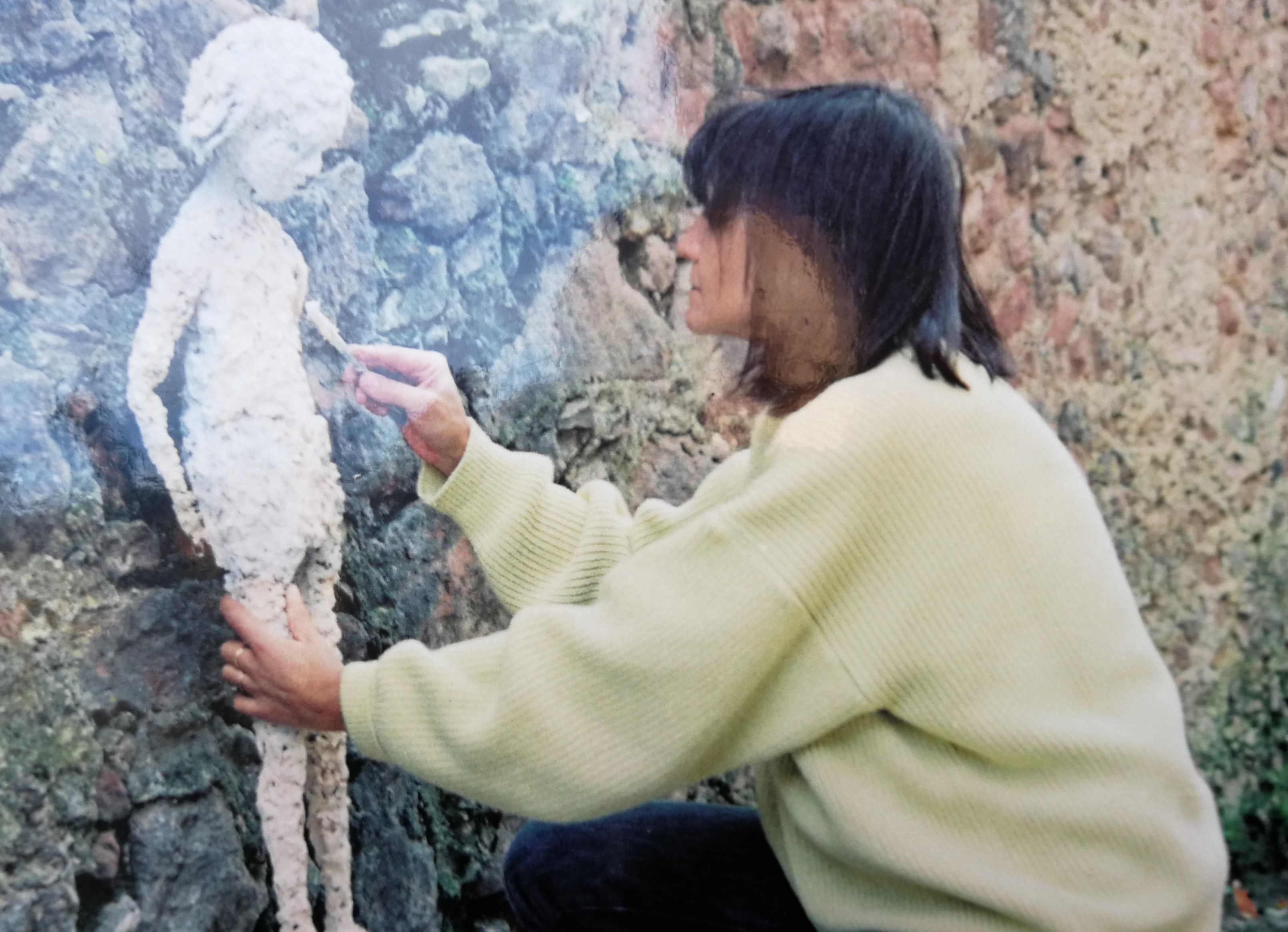
Anna Manel·la 1992 a Santa Pau

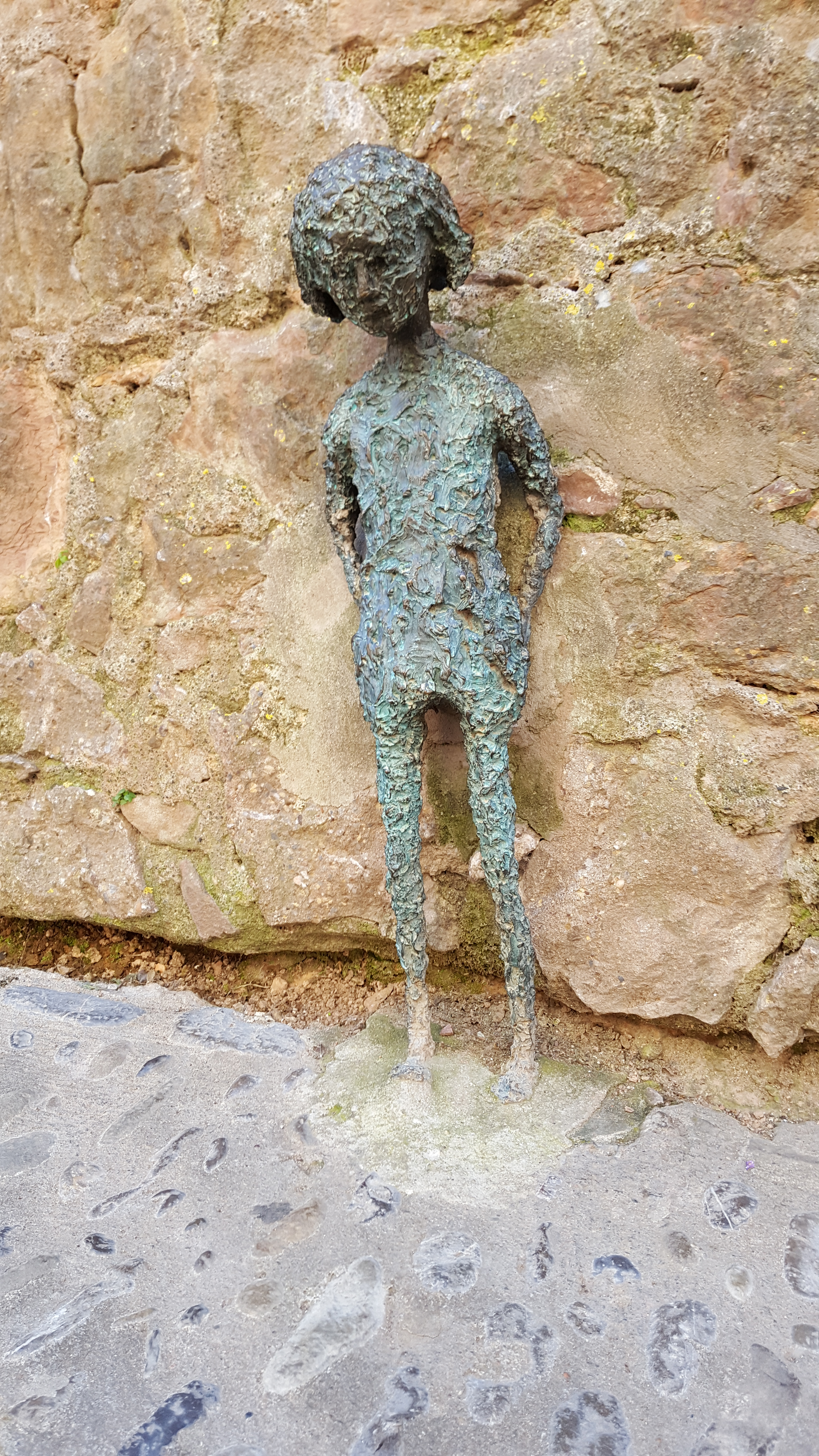
1992: figura "Secrets", Santa Pau, al peu del castell

Anna Manel·la i Llinàs(Olot 1 de juny 1950 - 11 de desembre 2019), fou una artista escultora, dibuixant i pintora olotina. Tant pel que fa als dibuixos com als olis sobre tela, és de base realista, però amb impregnacions simbolistes i expressives, d'una fortíssima personalitat i amb una austeritat gairebé monocroma. Va viure i treballar a la ciutat d'artistes d'Olot a Catalunya. Algunes de les seves escultures hi són accessibles a l'espai públic.
El 2022, el Museu de la Garrotxa li va dedicar una exposició monogràfica titulada "Si jo pogués. Anna Manel·la (1950-2019)". Al mateix any també es va publicar el llibre Anna Manel·la. La dona i el mur, que és "una iniciativa d’un grup d’amigues i amics de l’artista i és un recull de diversos textos que evoquen la seva figura artística i personal".

## Educació i treball[1]
Anna Manel·la va assistir a l'escola primària privada de Francesc Ferrer. Després va assistir a l'escola secundària al col·legi de monges del Cor de Maria d'Olot. A Barcelona va estudiar escultura, dibuix i pintura al Col·legi d'Art La Llotja. Va fer estudis de postgrau a l'Acadèmia d'Art d'Olot i al taller d'art "Marzo Mart" a Sant Feliu de Guíxols, on va desenvolupar coneixements en gravat artístic.
Les primeres exposicions d'Anna Manel·la van tenir lloc el 1981 i 1982 a Olot i 1984 a Vic. Des del 1984 Manel·la va treballar intensament i va fer nombroses exposicions. El 1985 va participar al IV Saló de Tardor de Barcelona. El mateix any va participar en la Mostra d'Art de la Diputació de Girona. El 1986 va participar en la segona Mostra de Girona i en l'exposició "Girona i l'Onyar", amb la Fundació "la Caixa". Després, Manel·la ha participat en nombroses exposicions en grup i en solitari a Catalunya i a l'estranger (incloses exposicions a França, Alemanya, Suècia i Itàlia).
El 1986 va rebre una beca de la Generalitat de Catalunya per a arts plastiques: "Crits i silencis. La condició de la dona a Catalunya".

## Obra[1]
El quadre pictòric de Manel·la així com l'obra escultòrica es caracteritzen pels següents paràmetres estètics: 
1. Una simple agressió en la presentació global.
2. Una especial fragilitat de les figures mostrades.
3. Una representació nostàlgica dels personatges.
4. En totes les figures, entra en joc un moment reflexiu fort.
5. Totes les figures tenen una forma d'espiritualitat especial.

## Escultures[1]
- "Mont" a Cervaro, Itàlia, 1990
- "Secrets" a Santa Pau, Garrotxa, 1993
- "Sense Lluna" a Olot, 1993
- "Passes" a Marola, Itàlia, 1994
- "L'illa dels morts" a Besalú, Garrotxa 1994
- "Adéu" a Salt, Gironés 1997
- "Infinit" a Sant Boi de Llobregat, 2001